# Богуславська сільська рада (Павлоградський район)
| Богуславська сільська рада — орган місцевого самоврядування у Павлоградському районі Дніпропетровської області з адміністративним центром у с. Богуслав. Сільській раді підпорядковані населені пункти: - с. Богуслав |

## Склад ради
Рада складається з 22 депутатів та голови.

## Керівний склад сільської ради
| ПІБ                              | Основні відомості                                            | Дата обрання | Дата звільнення |
| -------------------------------- | ------------------------------------------------------------ | ------------ | --------------- |
| Потапова Валентина Володимирівна | Сільський голова, 1969 року народження, освіта, позапартійна | 06.11.2015   |                 |

Примітка: таблиця складена за даними джерела